# Iujiulu Piouba
Iujiulu Piouba (em chinês: 郁久閭匹候跋; romaniz.: Yùjiǔlǘ Pǐhòubá) foi um chefe tribal dos rouranos, filho de Iujiulu Disuiuã. Com a morte de seu pai, comandou a porção oriental dos rouranos, enquanto seu irmão Iungueti comandou a ocidental. Eles decidiram submeter-se ao imperador Fu Jian (r. 357–385) do Império Chim Anterior e Liu Weichen de Teifu. Como resposta, o imperador Daou (r. 386–409) do Império Uei do Norte lançou campanha contra os rouranos em 391. Iungueti foi derrotado e Piouba reuniu os sobreviventes e fugiu. Zhangsun Song o perseguiu, derrotou e obrigou a se render.
Em 394, seu sobrinho Iujiulu Xelum se aproximou de Piouba com centenas de pessoas, que permitiu que morasse a 800 quilômetros ao sul de Han Ting e ordenou que seus quatro filho o vigiassem. Logo, porém, Xelum expulsou-os e atacou e capturou Piouba. Em pouco mais de um mês depois, permitiu que seus primos voltassem, já que almejava matá-los, e secretamente assassinou o seu tio. Quinze pessoas, incluindo dois dos filhos de Piouba, Chiba e Wu Jie, foram para junto do imperador Daowu.